# Проконсул н'янзай
Проко́нсул н'янза́й (Proconsul nyanzae) — вимерлий вид приматів, що був знайдений Льюїсом Лікі на острові Русінга на озері Вікторія в 1942 році. Повідомлення про це відкриття було опубліковано в журналі «Science» 1943 року, а вид Proconsul nyanzae вперше представлений у публікації «Гомініди Східної Африки в період Міоцену» Вілфреда Ле Гро Кларка та Льюіса Лікі у 1951 році. 1965 року Саймонс і Пілбім замінили назву «проконсул» на «дріопітек», використовуючи таку ж назву виду.
У 1967 році Луїс знайшов на острові Русінга сім скам'янілостей Кеніапітека африкануса. Вчений зробив висновок, що це предок Кеніапітека вікері, а також і людини, встановивши, що вид існував 20 млн років тому в період середнього міоцену. Інші рештки були знайдені Ван Коверінгсом 1967 року і це сприяло підтвердженню попередніх гіпотез. У 1969 році Саймонс і Пілбім вирішили віднести Кеніапітека африкануса до виду Дріопітека н'янзай. До 1978 року назву роду змінили з Дріопітека на Проконсула. Того ж року Ендрюс перейменував знахідку Кларка та Лікі 1951 року з Сівапітека африкануса на Proconsul nyanzae.

## Морфологія
Зубна формула Проконсула н'янзай на верхній та нижній щелепі наступна: 2: 1: 2: 3. Верхні премоляри великого розміру, а моляри вкриті товстим шаром емалі. Нижня щелепа була відносно стійкою. Середня маса тіла становила близько 30 кілограмів.

## Ареал
Досліджуючи скам'янілості вчені встановили, що Proconsul nyanzae мешкав на африканському континенті та, ймовірно, його навколишнім середовищем було сухе рідколісся.